# Graphania oceanica
Graphania oceanica là một loài bướm đêm trong họ Noctuidae.